# Izabella Alvarez

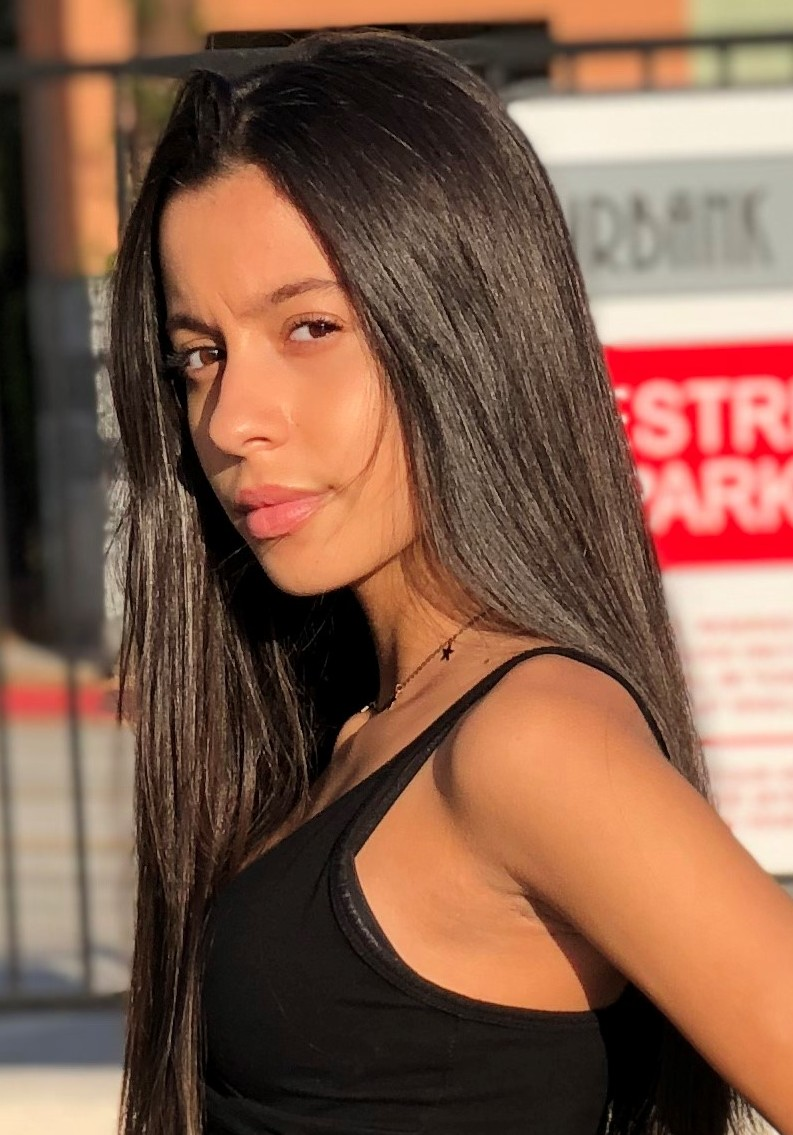
Izabella Alvarez (2019)

Izabella Marie Alvarez (* 1. März 2004 in Irvine, Kalifornien) ist eine US-amerikanische Schauspielerin und Synchronsprecherin.

## Leben
Alvarez wurde am 1. März 2004 als Tochter des Fernseh- und Filmproduzenten Oscar Alvarez in Irvine geboren. Ihr älterer Bruder Nick Alvarez ist ebenfalls Schauspieler. Im Alter von sechs Jahren begann sie mit dem Schauspiel. 2014 wirkte sie in der wiederkehrenden Rolle der Sarah in der Fernsehserie Shameless mit. Im selben Jahr erhielt sie eine Episodenrolle in der Fernsehserie Anger Management. 2016 war sie unter anderen in dem Horrorfilm Little Dead Rotting Hood – Keine Angst vorm bösen Wolf in der Rolle der Kendra zu sehen. Von 2016 bis 2017 spielte sie in der Fernsehserie Schreck-Attack die Rolle der Anna, ab demselben Jahr bis 2018 in der Fernsehserie Westworld die Filmtochter des von Clifton Collins junior dargestellten Charakters. Eine größere Rolle erhielt sie in dem Spielfilm Magic Camp.
Seit 2018 ist Alvarez regelmäßig als Synchronsprecherin zu hören. So sprach sie unter anderen wiederkehrende Charaktere in den Zeichentrickserien Craig of the Creek, Die Casagrandes und Willkommen bei den Louds.

## Filmografie (Auswahl)

### Schauspiel
- 2013: The Talent Show (Kurzfilm)
- 2014: Shameless (Fernsehserie, 4 Episoden)
- 2014: Anger Management (Fernsehserie, Episode 2x83)
- 2016: Little Dead Rotting Hood – Keine Angst vorm bösen Wolf (Little Dead Rotting Hood)
- 2016: Teachers (Fernsehserie, Episode 1x01)
- 2016: Odd Couple (The Odd Couple, Fernsehserie, Episode 3x03)
- 2016–2017: Schreck-Attack (Walk the Prank, Fernsehserie, 6 Episoden)
- 2016–2018: Westworld (Fernsehserie, 7 Episoden)
- 2017: Henry Danger (Fernsehserie, Episode 3x18)
- 2017: Raised by Wolves (Fernsehfilm)
- 2018: Collisions
- 2018: Splitting Up Together (Fernsehserie, 4 Episoden)
- 2018: S.W.A.T. (Fernsehserie, Episode 2x08)
- 2019: Pantene: Selena Gomez (Kurzfilm)
- 2019: Sorry for Your Loss (Fernsehserie, Episode 2x04)
- 2020: Magic Camp
- 2020: The Blank's YPF (Fernsehserie, Episode 1x01)
- 2021: The Republic of Sarah (Fernsehserie, 10 Episoden)
- 2022: Euphoria (Fernsehserie, 2 Episoden)
- 2022: Abuelo (Kurzfilm)

### Synchronisationen
- 2018–2022: Craig of the Creek (Zeichentrickserie, 9 Episoden)
- 2019–2020: The Casagrandes Familia Sounds Podcast (Podcastserie, 8 Episoden)
- 2019–2022: Die Casagrandes (The Casagrandes, Zeichentrickserie, 62 Episoden)
- 2019–2024: Willkommen bei den Louds (The Loud House, Zeichentrickserie, 10 Episoden)
- 2021: Nick Shorts Showcase (Zeichentrickserie, 2 Episoden)
- 2021: Willkommen bei den Louds – Der Film (The Loud House Movie, Zeichentrickfilm)
- 2024: Die Casagrandes – Der Film  (The Casagrandes Movie, Zeichentrickfilm)